# Srednji Salaš
Srednji Salaš (cyr. Средњи Салаш) – wieś w Serbii, w Wojwodinie, w okręgu północnobackim, w gminie Bačka Topola. W 2011 roku liczyła 104 mieszkańców.